# Wicie (Mazovie)
Pour les articles homonymes, voir Wicie.
Wicie (prononciation : [ˈvit͡ɕe]) est un village polonais de la gmina de Wilga dans le powiat de Garwolin de la voïvodie de Mazovie dans le centre-est de la Pologne.
Il se situe à environ 22 kilomètres à l'ouest de Garwolin (siège du powiat) et à 46 kilomètres au sud-est de Varsovie (capitale de la Pologne).
Le village possédait une population de 673 habitants en 1724.

## Histoire
De 1975 à 1998, le village appartenait administrativement à la voïvodie de Siedlce.